# Vincent Kipsos
Vincent Kipsos (22 juni 1976) is een Keniaanse langeafstandsloper, die gespecialiseerd is in de marathon.

## Loopbaan
Zijn beste prestatie behaalde hij in 2002 met het winnen van de marathon van Rome. In datzelfde jaar werd hij derde op de marathon van Berlijn met een persoonlijk record van 2:06.52. Ook in 2003 eindigde hij derde bij de marathon van Wenen.
Kipsos liep ook wedstrijden in Nederland. Zo werd hij in 2004 vijfde op de marathon van Eindhoven.

## Persoonlijk record
| Onderdeel | Prestatie | Datum             | Plaats  |
| --------- | --------- | ----------------- | ------- |
| marathon  | 2:06.52   | 29 september 2002 | Berlijn |

## Palmares

### 10 km
- 2001: 4e Trofeo Citta di Recanati in Recanati - 29.21

### halve marathon
- 2000: 4e halve marathon van Phosphate - 1:03.29
- 2000: 32e Great South Run - 1:04.21
- 2000: 15e Noon Gun Run in Kaapstad - 1:07.12
- 2003: 5e halve marathon van Praag - 1:04.37

### marathon
- 2001:  marathon van Reims - 2:13.51
- 2002:  marathon van Rome - 2:09.30
- 2002:  marathon van Berlijn - 2:06.52
- 2003:  marathon van Wenen - 2:16.20
- 2003: 8e marathon van Fukuoka - 2:09.42
- 2004: 7e marathon van Praag - 2:13.44
- 2004: 5e marathon van Eindhoven - 2:13.52
- 2007: 12e marathon van Frankfurt - 2:12.15
- 2008: 9e marathon van Frankfurt - 2:10.23
- 2009: 8e marathon van Singapore - 2:19.26
- 2011: 6e marathon van Taipei - 2:17.12